# Literatura amerykańska
Literatura amerykańska – ogół dzieł literackich stworzonych na terenach byłych kolonii brytyjskich obecnie należących do Stanów Zjednoczonych oraz (po 1776 roku) literatura tworzona w Stanach Zjednoczonych.
Ze względu na przeszłość kolonialną i język angielski, będący głównym medium, amerykańska tradycja literacka łączy się ściśle z tradycją literatury angielskiej. Jednakże ze względu na unikatowe cechy i bogactwo twórcze, przyjęło się literaturę amerykańską rozpatrywać oddzielnie.
Swoistą częścią literatury amerykańskiej jest również twórczość rodzimych mieszkańców USA.

## Literatura kolonialna (do 1776 roku)

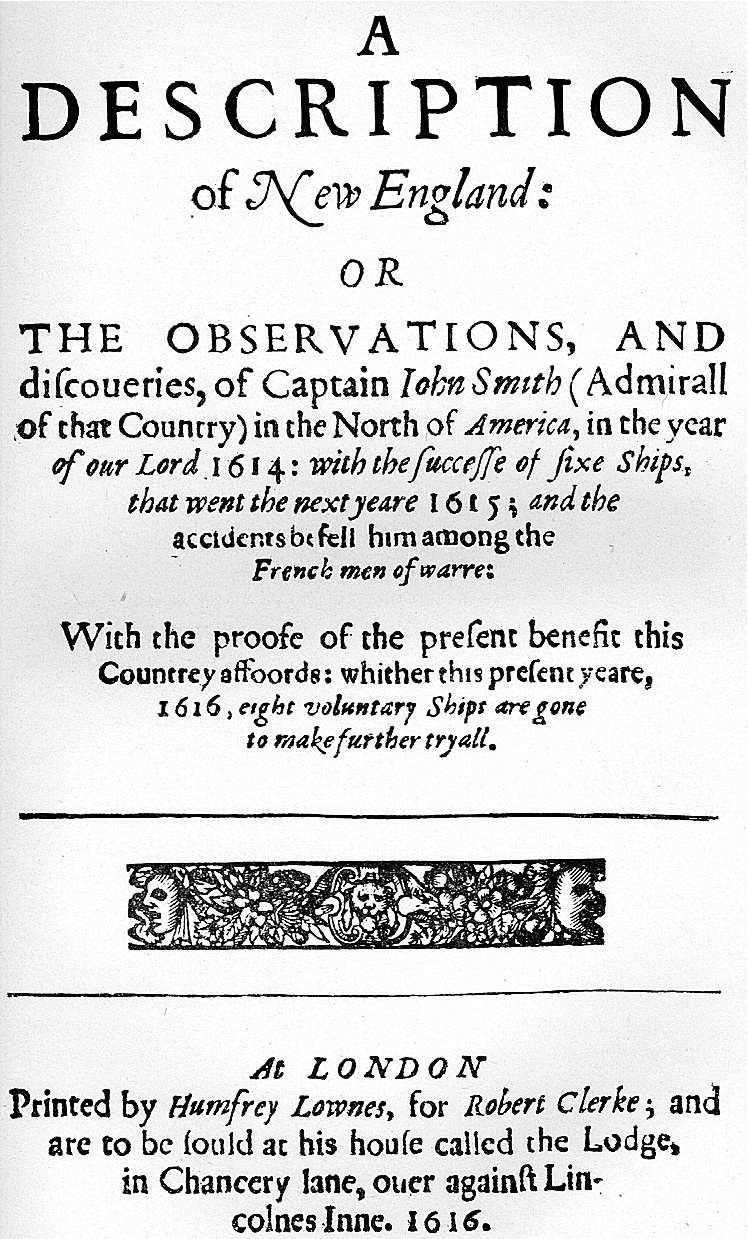
Frontispis A Description of New England Johna Smitha, 1616

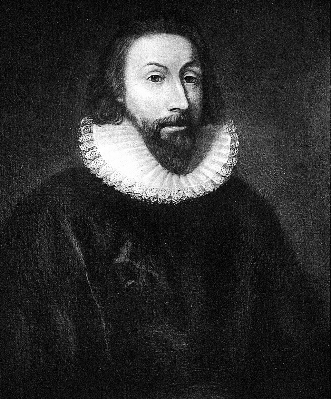
John Winthrop

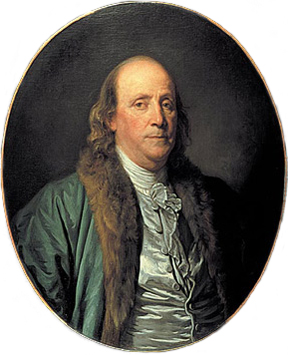
Benjamin Franklin, mal. Jean-Baptiste Greuze, 1777

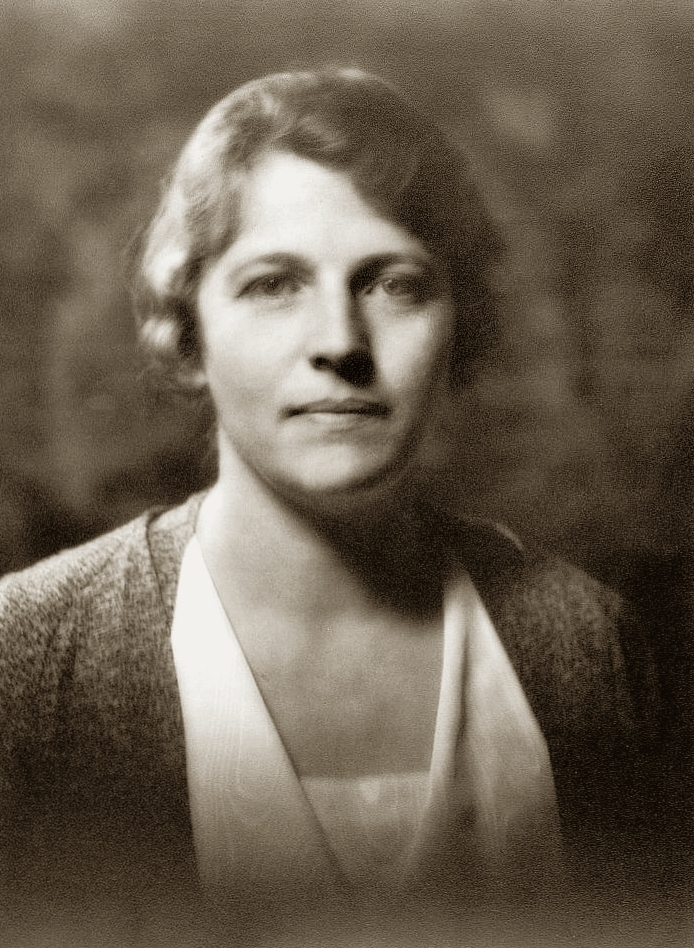
Pearl S. Buck

Najwcześniejsze przykłady literatury amerykańskiej to różnego rodzaju teksty zachwalające korzyści niesione przez kolonie, a skierowane zarówno do odbiorców europejskich, jak i miejscowych. Za pierwszego amerykańskiego autora uznawany jest kapitan John Smith z Jamestown w Wirginii ze swoimi A True Relation of... Virginia... (1608) oraz The generall Historie of Virginia, New England, and the Summer Isles (1624). Inni twórcy podobnych tekstów z tego okresu to np. Daniel Denton, Thomas Ashe, William Penn, George Percy, William Strachey, John Hammond, Daniel Coxe, Gabriel Thomas oraz John Lawson.
Tematem wczesnego piśmiennictwa były również dysputy religijne będące bodźcem XVII-wiecznego osadnictwa w Ameryce Północnej. John Winthrop w swoim dzienniku opisał religijne założenia leżące u podstaw purytańskiej Massachusetts Bay Colony. Edward Winslow również w dzienniku dał opis pierwszych lat po przybyciu do Ameryki na żaglowcu „Mayflower”. Inni autorzy poruszający tematykę religijną to np. Increase Mather, William Bradford (autor Of Plymouth Plantation, 1620–1647), Roger Williams i Nathaniel Ward. W utworach swoich podkreślali również ważność pracy i obowiązku, łącząc to z przekonaniem o posłannictwie cywilizacyjnym osadników.
W tym wczesnym okresie powstawała również poezja. Szczególnie godni wzmianki są tutaj Anne Bradstreet (poruszająca świecką tematykę) i Edward Taylor (tworzący lirykę w stylu metafizycznym).
Niektóre wczesne teksty opisywały konflikty oraz wzajemne relacje kolonistów z Indianami, np. autorstwa Daniela Gookina, Alexandra Whitakera, Johna Masona, Benjamina Churcha czy Mary Rowlandson. Misjonarz John Eliot przełożył Biblię na język algonkiński.
Jonathan Edwards oraz Cotton Mather byli przedstawicielami tzw. Great Awakening, ruchu religijnego odrodzenia na początku XVIII wieku, który postulował ścisłe stosowanie się do zasad kalwinizmu. Inni autorzy purytańscy lub poruszający tematykę religijną tego okresu to: Thomas Hooker, Thomas Shepard, Uriah Oakes, John Wise oraz Samuel Willard.
Okres walk o niepodległość Stanów Zjednoczonych zaowocował szeregiem utworów o tematyce politycznej, np. autorstwa Samuela Adamsa, Josiah Quincy’ego, Johna Dickinsona oraz Josepha Gallowaya (zwolennika pozostania kolonii w obrębie korony brytyjskiej). Powstawały również wtedy licznie teksty o charakterze społecznym i polityczno-filozoficznym związane z ogłoszeniem w 1776 roku Deklaracji Niepodległości i formułujące na podłożu ideowym oświecenia europejskiego oryginalną koncepcję demokracji amerykańskiej. Kluczowe postacie tego okresu to Benjamin Franklin, Thomas Paine i Thomas Jefferson. Przedstawiająca obowiązujący wciąż wzór obywatela amerykańskiego Autobiografia (1768) Franklina oraz Poor Richard’s Almanack również jego autorstwa miały spory wpływ na wykształcenie się amerykańskiej tożsamości narodowej. Pamflet Common Sense oraz The American Crisis Paine’a odegrały również znaczącą rolę w tworzeniu politycznego klimatu tego okresu.
W czasach rewolucji niepodległościowej powstały również popularne do dziś piosenki takie jak „Yankee Doodle” i „Nathan Hale”. Ważniejsi satyrycy tego okresu to John Trumbull i Francis Hopkinson. Philip Morin Freneau był autorem wierszy o tematyce związanej z wojną o niepodległość.

## Amerykańskie nagrody literackie
Najważniejsze nagrody literackie w USA to National Book Award i Nagroda Pulitzera, przyznawane corocznie w kategoriach prozy, poezji i książki dla dzieci, PEN/Faulkner Award for Fiction za dzieła prozaiczne oraz O. Henry Awards za nowele i opowiadania.

### Amerykańscy laureaci literackiej Nagrody Nobla
Trzynaścioro obywateli Stanów Zjednoczonych zostało laureatami Nagrody Nobla w dziedzinie literatury:
- 1930: Sinclair Lewis (powieściopisarz),
- 1936: Eugene O’Neill (dramaturg),
- 1938: Pearl S. Buck (powieściopisarka, nowelistka i autorka biografii),
- 1948: T.S. Eliot (poeta i dramaturg),
- 1949: William Faulkner (powieściopisarz),
- 1954: Ernest Hemingway (powieściopisarz),
- 1962: John Steinbeck (powieściopisarz),
- 1976: Saul Bellow (powieściopisarz),
- 1978: Isaac Bashevis Singer (powieściopisarz, tworzył w języku jidysz),
- 1987: Iosif Brodski (poeta i eseista, tworzył w j. angielskim i rosyjskim),
- 1993: Toni Morrison (powieściopisarka),
- 2016: Bob Dylan (poeta),
- 2020: Louise Glück (poetka).